# Stollhof (Gemeinde Hohe Wand)
Stollhof ist eine Ortschaft und eine Katastralgemeinde der Gemeinde Hohe Wand im Bezirk Wiener Neustadt in Niederösterreich. Die Ortschaft hat 162 Einwohner (Stand 1. Jänner 2024). Bis Ende 1970 war Stollhof eine eigenständige Gemeinde.

## Geografie
Das unterhalb der Hohen Wand in der Neuen Welt liegende Dorf wird von der Landesstraße L4073 erschlossen. Im Ort zweigt die L4074 nach Felbring ab. Zur Ortschaft zählen auch die Weiler Frankenhof, Loderhof und Ramhof sowie mehrere Gasthäuser in der Streusiedlung Hohe Wand.

## Geschichte
Laut Adressbuch von Österreich waren im Jahr 1938 in der Ortsgemeinde Stollhof ein Fleischer, ein Fuhrwerker, vier Gastwirte, drei Gemischtwarenhändler, ein Milchhändler, zwei Schuster, eine Raiffeisenkasse und mehrere Landwirte ansässig.
Mit 1. Jänner 1971 wurden im Zuge der Niederösterreichischen Kommunalstrukturverbesserung die bis dahin selbständigen Gemeinden Maiersdorf und Stollhof fusioniert und bilden seit damals die Gemeinde Hohe Wand.

## Sehenswürdigkeiten
- Engelbertkirche Hohe Wand mit Dr. Dollfuß-Gedenkstätte, erbaut nach Plänen von Robert Kramreiter